# 2014 en radio
Cet article est une chronologie thématique. Pour des articles plus généraux, voir Histoire de la radio et Radiodiffusion.
Cet article concerne uniquement les stations de radio, ne prenant en compte ni les webradios ni les podcasts.
Pour ce qui concerne spécifiquement la France, voir 2014 en radio en France.
Pour ce qui concerne spécifiquement le Royaume-Uni, voir [[:2014 en radio au Royaume-Uni (en)]].
| Années de la radio : 2011 - 2012 - 2013 - 2014 - 2015 - 2016 - 2017    |
| Décennies de la radio : 1980 - 1990 - 2000 - 2010 - 2020 - 2030 - 2040 |

Cet article a pour but de retracer de façon synthétique toute l'année 2014 en radio. Sa vocation est d'être ouvert à toutes les stations de radio du monde. On ne retiendra en général que l'actualité des radios de caractère national ou international, afin de ne pas se perdre dans les détails des radios locales.

## Stations de radio dans le monde

### Apparues en 2014
| Radio | Pays                             | Commentaire                                                               | Date             |
| --- | -------------------------------- | ------------------------------------------------------------------------- | ---------------- |
| Univers FM RDC | République démocratique du Congo | Station de radio diffusant ses programmes sur la bande FM.                | 20 avril 2014    |
| Dream FM, Média libre FM - Radio ML, Houna El Gasrine Djerid FM, K FM, Nefzaoua FM Radio Campus Tunis, Radio Regueb | Tunisie                          | Huit stations de radio associatives obtenant leur autorisation d'émettre. | 2 septembre 2014 |
| Radio Mandarin d'Europe                                                                                             | France                           | Station de radio fondée le 13 septembre 2014, puis lancée officiellement. | 20 octobre 2014  |
| Radio Sputnik | Russie                           | Une nouvelle radio succède sur les ondes à La Voix de la Russie.          | Novembre 2014    |

### Disparues en 2014
| Radio                                  | Pays   | Commentaire                                                | Date           |
| -------------------------------------- | ------ | ---------------------------------------------------------- | -------------- |
| La Voix de la Russie                   | Russie | Les émissions diffusées en ondes courtes se sont arrêtées. | 31 mars 2014   |
| Radiotélévision des forces canadiennes | Canada | Disparue.                                                  | 1er avril 2014 |

## Modifications affectant les émissions de radio en 2014

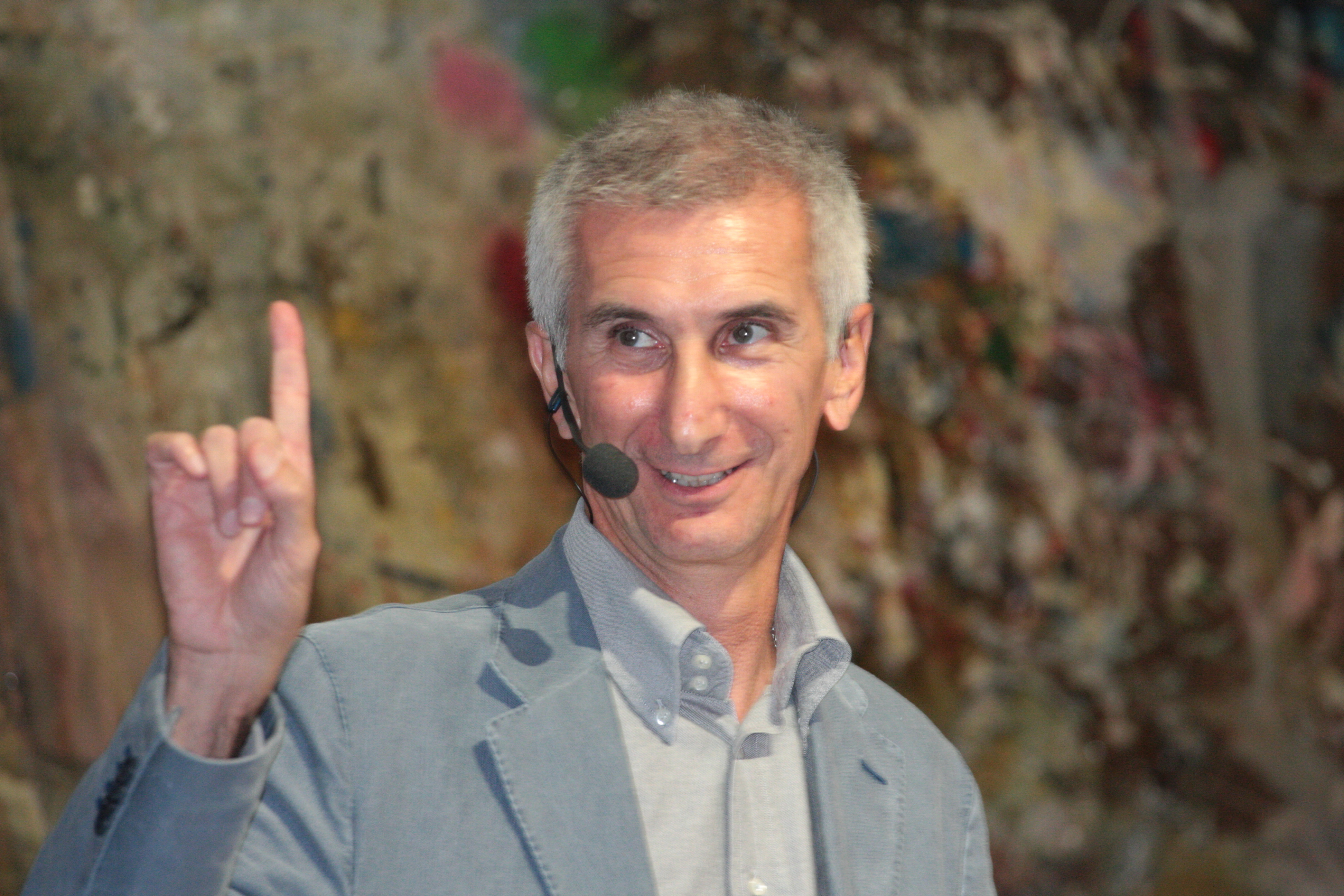
L'animateur Umberto Broccoli pour son émission Con parole mie.

- L'émission Con parole mie de Rai Radio 1 à l'antenne depuis 1999 est déprogrammée.

## Récompenses de radio attribuées à des personnalités internationales
- Prix France Culture Cinéma 2014 : remis pour son œuvre et de manière honorifique à la cinéaste Margarethe von Trotta.
- Prix des auditeurs du Masque et la Plume 2014 : le film étranger primé est Mommy de Xavier Dolan.
- Prix d'honneur aux NRJ Music Awards 2014 : Stromae et Lenny Kravitz reçoivent ce prix.
- Grand prix de la fiction radiophonique de la SGDL 2014 : remis à Linda Lewkowicz pour Petit T ou comment devenir analphabète, RTBF.
- Prix Marconi 2014 : le lauréat est Arogyaswami Paulraj (en)[5].
- Prix Philippe Chaffanjon 2014 (catégorie reportage haïtien) : le prix va à Ralph Thomassaint Joseph pour « Islène, quatre ans dans un camp sans ses deux mains »[6].

## Distinctions attribuées à des personnalités internationales
- Michel Follet est consacré, en 2014, troisième personnalité radiophonique flamande de tous les temps par l'organisme de la radiodiffusion flamande VRT.

### Crédit d'auteurs
- Cet article est partiellement ou en totalité issu de l'article intitulé « 2014 en radio en France » (voir la liste des auteurs).